# Jürgen Bründl
Jürgen Bründl (* 1969) ist ein deutscher römisch-katholischer Fundamentaltheologe und Hochschullehrer.

## Leben
Nach dem Abitur 1988 am Maristengymnasium Fürstenzell studierte Bründl von 1988 bis 1993 Theologie (Diplom) und Germanistik an der Universität Passau. Anschließend setzte er sein Studium an der  Universität Würzburg fort. Er erwarb einen Magister in den Fächern Neuere deutsche Literaturgeschichte, Systematische Theologie, Ältere deutsche Literaturgeschichte. Seine Magisterarbeit behandelte das Thema Metropolis – die Stadt als Weltentwurf in Literatur und Film.  Er promovierte im Jahr 2000 im Fach Dogmatik bei Alexandre Ganoczy mit einer Studie zur Theologie des Teufels. Für diese erhielt er 2001 den Preis der Unterfränkischen Gedenkjahrsstiftung für Wissenschaft. Von 2001 bis 2009 war er wissenschaftlicher Assistent bei Otmar Meuffels am Institut für systematische Theologie am Lehrstuhl für Dogmatik an der Universität Würzburg. 2009 habilitierte er sich in Würzburg mit der Habilitationsschrift Gottes Nähe. Der Heilige Geist und das Problem der Negativität in der Theologie. Er wurde daraufhin zum Privatdozenten und zum Akademischen Oberrat ernannt. Von 2009 bis 2013 war er Oberassistent am Lehrstuhl für Dogmatik in Würzburg. 2013 wurde er auf den Lehrstuhl für Fundamentaltheologie und Dogmatik am Institut für Katholische Theologie der Otto-Friedrich-Universität Bamberg berufen, den er im akademischen Jahr 2010/11 bereits vertreten hatte. Seit 2015 ist er zudem Geschäftsführender Direktor des Instituts.

## Schriften (Auswahl)

### Monografien
- Masken des Bösen. Eine Theologie des Teufels (= Bonner dogmatische Studien. Band 34). Echter, Würzburg 2002, ISBN 3-429-02369-6, (zugleich Dissertation, Würzburg 2000).
- Gottes Nähe. Der Heilige Geist und das Problem der Negativität in der Theologie. Herder, Freiburg/Basel/Wien 2010, ISBN 978-3-451-32295-2, (zugleich Habilitationsschrift, Würzburg 2009).

### Herausgeberschaft
- mit Otmar Meuffels: Grenzgänge der Theologie. Professor Alexandre Ganoczy zum 75. Geburtstag (= Symposion. Band 6). Lit, Münster 2004, ISBN 3-8258-7148-7.
- mit Klaus Bieberstein: Der Papst, der alles anders macht? (= Bamberger theologisches Forum. Band 16). Lit, Berlin/Münster 2016, ISBN 978-3-643-13210-9.
- mit Florian Klug: Zentrum und Peripherie. Theologische Perspektiven auf Kirche und Gesellschaft. Festschrift für Otmar Meuffels (= Bamberger theologisches Forum. Band 38). University of Bamberg Press, Bamberg 2017, ISBN 3-86309-483-2.
- mit Thomas Laubach und Konstantin Lindner: Zeichenlandschaften. Religiöse Semiotisierungen im interdisziplinären Diskurs (= Bamberger Theologische Studien 41), Bamberg, University of Bamberg Press 2021, ISBN 978-3-86309-795-0.